# Лео Дюбуа
Лео́ Дюбуа́ (фр. Léo Dubois, нар. 14 вересня 1994, Сегре) — французький футболіст, захисник клубу «Галатасарай» та збірної Франції.
Виступав, зокрема, за клуб «Нант», а також молодіжну збірну Франції.

## Клубна кар'єра
Народився 14 вересня 1994 року в місті Сегре. Вихованець футбольної школи клубу «Нант».
У дорослому футболі дебютував 2012 року виступами за команду клубу «Нант-2», в якій провів чотири сезони, взявши участь у 40 матчах чемпіонату. 
Своєю грою за цю команду привернув увагу представників тренерського штабу клубу «Нант», до складу якого приєднався 2014 року. Відіграв за команду з Нанта наступні чотири сезони своєї ігрової кар'єри. Більшість часу, проведеного у складі «Нанта», був основним гравцем захисту команди.
До складу клубу «Ліон» приєднався 2018 року. Станом на 27 вересня 2019 року відіграв за команду з Ліона 31 матч у національному чемпіонаті.

## Виступи за збірну
У 2016 році залучався до складу молодіжної збірної Франції. На молодіжному рівні зіграв у 2 офіційних матчах.
2 червня 2019 дебютував за збірну Франції.

## Статистика виступів

### Статистика клубних виступів
| Сезон             | Команда           | Чемпіонат         | Чемпіонат | Чемпіонат | Національний кубок | Національний кубок | Національний кубок | Континентальні кубки | Континентальні кубки | Континентальні кубки | Інші змагання | Інші змагання | Інші змагання | Усього | Усього |
| Сезон             | Команда           | Ліга              | Ігор      | Голів     | Ліга               | Ігор               | Голів              | Ліга                 | Ігор                 | Голів                | Ліга          | Ігор          | Голів         | Ігор   | Голів  |
| ----------------- | ----------------- | ----------------- | --------- | --------- | ------------------ | ------------------ | ------------------ | -------------------- | -------------------- | -------------------- | ------------- | ------------- | ------------- | ------ | ------ |
| 2014–15           | «Нант»            | Л1                | 2         | 0         | КФ+КЛ              | 0+0                | 0                  | -                    | -                    | -                    | -             | -             | -             | 2      | 0      |
| 2015–16           | «Нант»            | Л1                | 24        | 0         | КФ+КЛ              | 3+1                | 0                  | -                    | -                    | -                    | -             | -             | -             | 28     | 0      |
| 2016–17           | «Нант»            | Л1                | 36        | 0         | КФ+КЛ              | 2+3                | 0                  | -                    | -                    | -                    | -             | -             | -             | 41     | 0      |
| 2017–18           | «Нант»            | Л1                | 33        | 2         | КФ+КЛ              | 1+0                | 1+0                | -                    | -                    | -                    | -             | -             | -             | 34     | 3      |
| Усього за «Нант»  | Усього за «Нант»  | Усього за «Нант»  | 95        | 2         |                    | 10                 | 1                  |                      | -                    | -                    |               | -             | -             | 105    | 3      |
| 2018–19           | «Ліон»            | Л1                | 25        | 1         | КФ+КЛ              | 3+1                | 1+0                | ЛЧ                   | 5                    | 1                    | -             | -             | -             | 34     | 3      |
| Усього за кар'єру | Усього за кар'єру | Усього за кар'єру | 120       | 3         |                    | 14                 | 2                  |                      | 5                    | 1                    |               | -             | -             | 139    | 6      |

## Титули і досягнення
- Чемпіон Туреччини (1):

«Галатасарай»: 2022-23
Збірні
- Переможець Ліги націй УЄФА: 2021-22